# Praia da Boca do Rio
A Praia da Boca do Rio é uma praia na freguesia de Budens, no município de Vila do Bispo, no Algarve, Portugal. Fica a oeste do Forte de São Luís de Almádena, entre a Praia da Salema e a Praia de Almádena.
Situada na confluência de duas ribeiras, é uma praia tranquila. Uma das ribeiras define um vale amplo, originando uma zona alagadiça que tem aproveitamento agrícola. Há engenhos hidráulicos localizados ao longo dos dois vales, testemunhando a antiga ocupação humana. A Boca do Rio foi em tempos uma importante “villa” romana, subsistindo desta vestígios de frescos e de mosaicos, balneários, armazéns e uma fábrica de salga e conserva de peixe, com duas necrópoles associadas, pelo que terá possivelmente integrado um porto piscatório.
Não tem equipamentos de apoio. Existe um parque de merendas num eucaliptal, perto da praia.